# Обыкновенный маслюк
Обыкновенный маслюк, или атлантический маслюк (лат. Pholis gunnellus) — морская лучепёрая рыба семейства маслюковых отряда окунеобразных, обитающая в холодных водах Северной Атлантики.

## Ареал
Обыкновенный маслюк распространён от полуострова Канин Нос в Баренцевом море и далее на запад — через Белое море, Шпицберген и Исландию, и на юг — до западного побережья Франции. Встречается также в Северном и Балтийском морях. В водах северо-западной Атлантики этот вид водится у берегов Лабрадора и далее на юг — вплоть до Делавэра.

## Физиологические характеристики
Атлантический маслюк имеет вытянутое, лентообразное тело длиной до 30 см. Цвет — коричневый. Спинные и хвостовые плавники отделены друг от друга. Спинной плавник имеет протяжённость практически вдоль всего спинного хребта. Вдоль него на спине рыбы можно увидеть от 9 до 13 тёмных пятен.
Этот вид рыбы обитает как правило оседло, на глубинах до 35 метров. Те из них, что при отливе оказываются выброшенными на сушу, способны дышать и переждать время до прихода воды, укрывшись среди камней или водорослей. В зимнее время маслюки уходят на большие глубины — до 100 метров и далее. Наиболее удобная для них среда обитания — каменистое дно, покрытое водорослями и морской травой. Питаются преимущественно мелкими ракообразными, моллюсками, рыбьей икрой. Нерестятся в зимние месяцы с ноября по январь. Самки откладывают от 80 до 200 икринок между камнями или в пустые раковины, которые затем — вплоть до выведения мальков — охраняются самцами.

## Рыболовство
Обыкновенный маслюк не имеет хозяйственного значения и не является объектом рыболовства.